# Brotmuseum von Ağdam

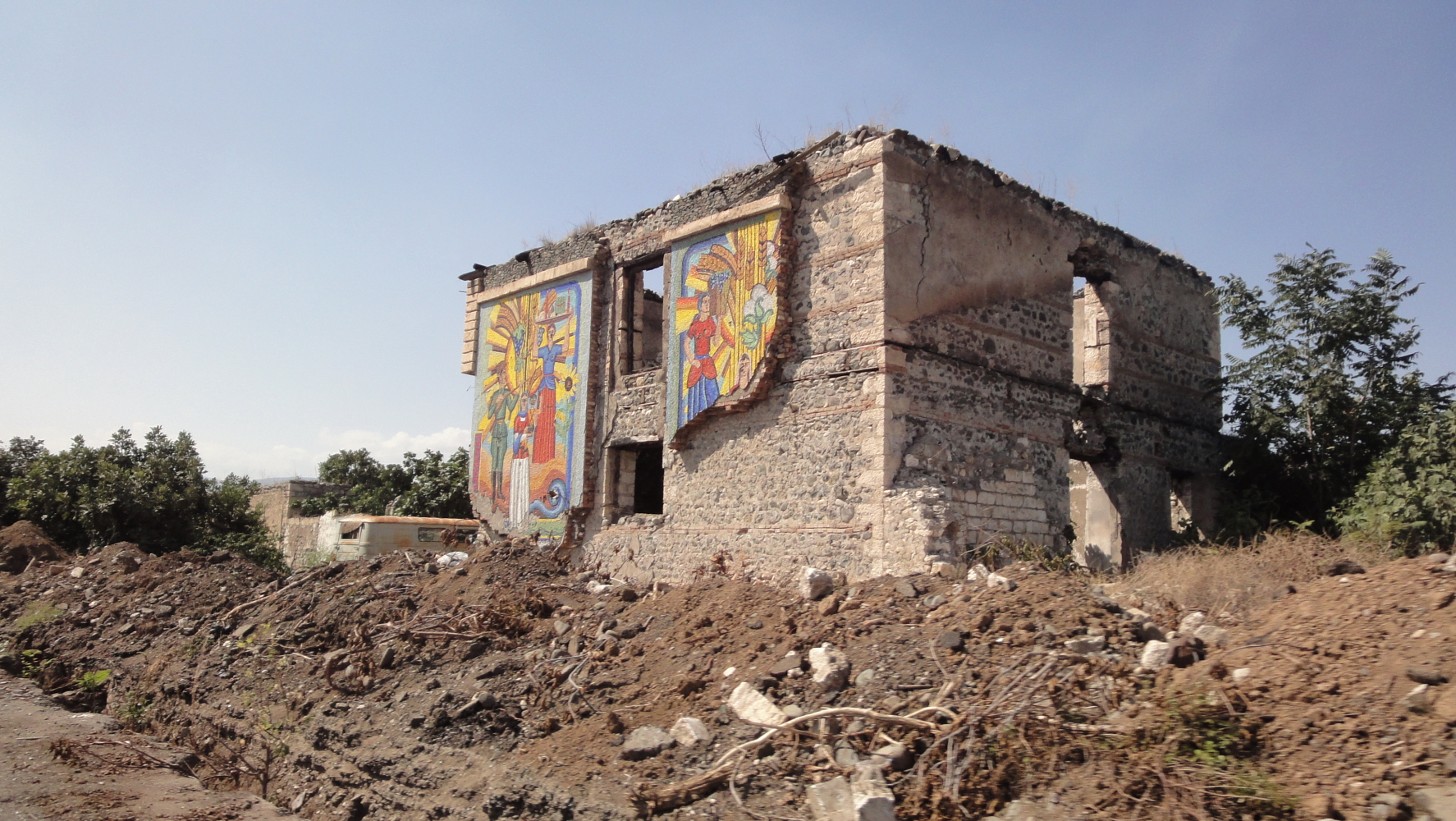
Ruinen des Brotmuseums von Ağdam

Das Brotmuseum von Ağdam war ein Museum in der Ağdam/Aserbaidschan. Im Rahmen des  armenisch-aserbaidschanische Konflikts um die Region Bergkarabach wurde die Stadt Ağdam beschossen und dabei das Brotmuseum schwer getroffen. Im Juli 1993 wurde Ağdam von armenischen Truppen erobert und dabei auch das Museum zerstört. Heutzutage bleiben von der Konstruktion nur noch Ruinen. 
Die Idee zur Errichtung eines Brotmuseums gehörte dem ersten Sekretär des Provinzparteikomitees von Ağdam Sadikh Murtusajew. Die Bauarbeiten begannen 1982 und wurden im Herbst 1983 vollendet. Am 25. November 1983 erfolgte die feierliche Eröffnung.
Das Museumsgebäude wurde von Eduard Krupkin, einem Mitarbeiter des Kulturministeriums der Aserbaidschanischen SSR entworfen. An der Außenfassade des Bauwerks befanden sich durchbrochene Ornamente und zwei Mosaikplatten mit Weizenähren und der Sonne. Der Innenraum bestand aus Buntglasfenstern und einer Decke aus hellen und dunklen Holzquadraten.
Das Museum beherbergte Exponate aus der antiken Zeit und dem Mittelalter sowie die mit dem Getreideanbau assoziierten archäologischen Fundstücke, verkohlte Weizenkörner, Handmühlen, Geschirr, antiquarische Bücher, Manuskripte und sonstige Materialien, die die Evolution von Landwirtschaftswerkzeugen (Sichel, Sense, Dreschmaschinen etc.) dokumentierten. Das älteste Ausstellungsstück waren die aus dem 7. Jahrhundert vor Christus stammenden Weizenkörner.